# The Fox and the Hound (romance)
The Fox and the Hound (em português: A Raposa e o Cão de Caça) é um romance escrito por Daniel P. Mannix e publicado em 1967. Conta a vida dos dois protagonistas, um raposo chamado Tod e um cão de caça chamado Copper. É o mais conhecido dos trabalhos de Mannix, tendo o filme The Fox and the Hound da Walt Disney Productions sido baseado nele.